# Caiophora rusbyana
Caiophora rusbyana là một loài thực vật có hoa trong họ Loasaceae. Loài này được Urb. & Gilg ex Rusby mô tả khoa học đầu tiên năm 1893.